# Charles Vezin

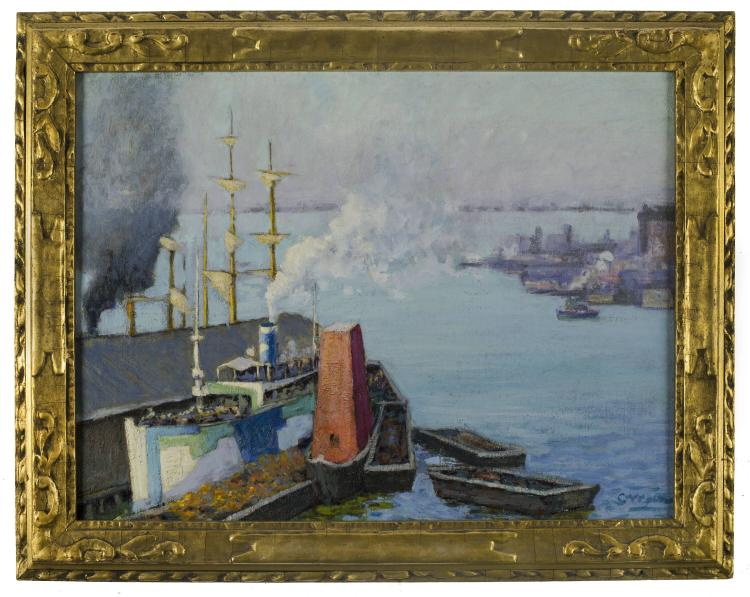
Camouflage 1917. New York Historical

Charles Vezin (* 9. April 1858 in Philadelphia, Pennsylvania; † 13. März 1942 in Coral Gables, Florida) war ein US-amerikanischer Landschafts- und Marinemaler. Bekannt wurde er vor allem für impressionistische Ansichten von New York City.

## Leben
Vezin wurde am 9. April 1858 in Philadelphia geboren. Seine Eltern waren Charles Vezin jr. und dessen Ehefrau Caroline Vezin, geborene Kalisky.
Charles Vezin war der ältere Bruder des amerikanisch-deutschen Genre- und Landschaftsmalers Frederick Vezin. Ihr Onkel war der Schauspieler Hermann Vezin (1829–1910). Als junger Mann erhielt Charles Vezin eine Ausbildung an der Pennsylvania Military College in Chester (Pennsylvania) und an der Dr. Faires School in Philadelphia. Auch studierte er wie sein Bruder in Deutschland. Nachdem er in die Vereinigten Staaten zurückgekehrt war, wurde er Handelsreisender. Am 14. Juni 1883 heiratete er Adah Delamater (1858–1930) in New York City. 1895 gehörte er zu den Gründern der Kurzwarenfirma Hinchman, Veste & Co.

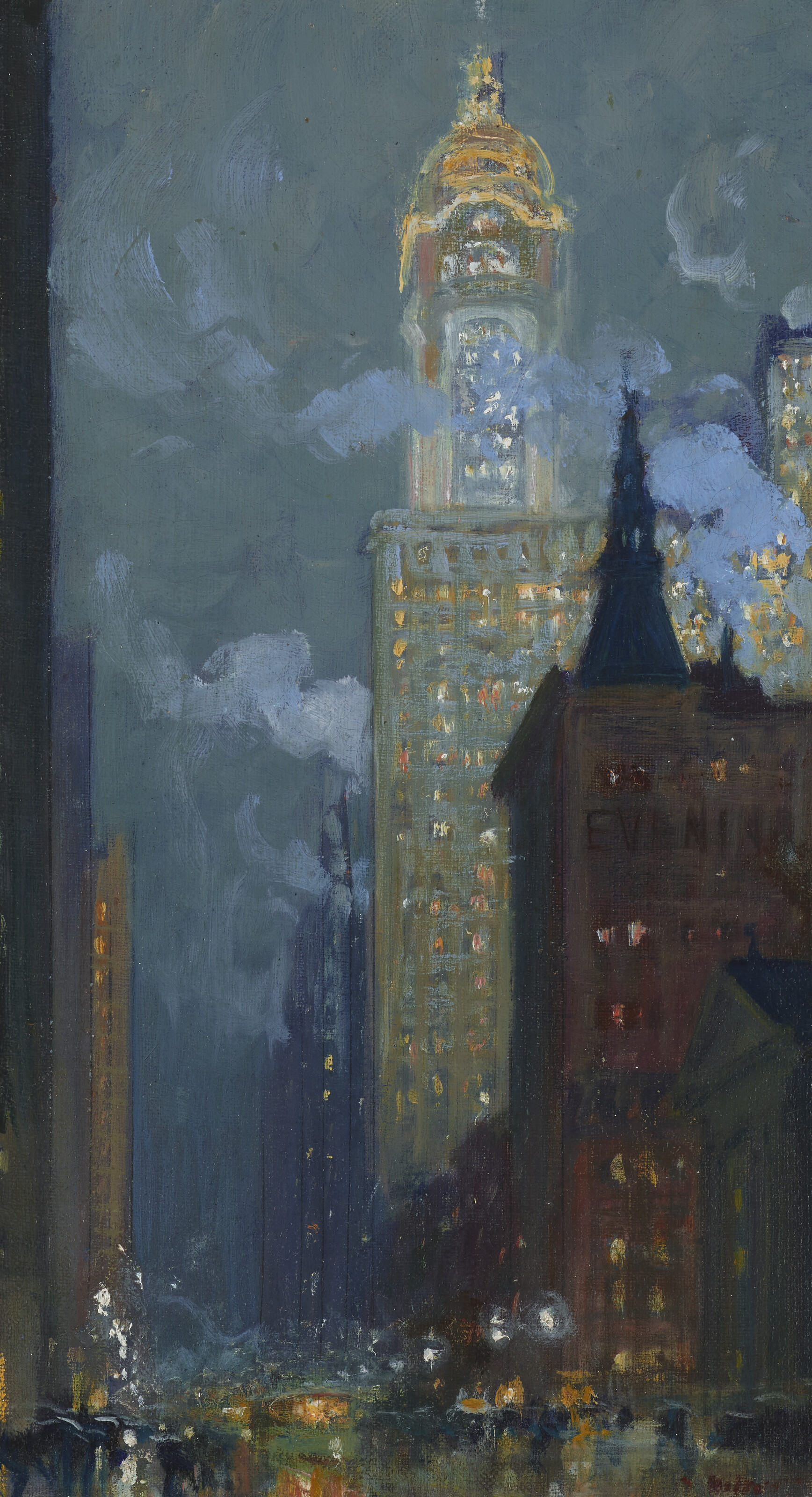
Singer building at night

Im Alter von 61 Jahren gab er seine kaufmännische Tätigkeit auf und widmete sich ganz der Malerei, mit der er im Alter von 41 Jahren durch eine künstlerische Ausbildung in der Art Students League bei William Merritt Chase, John Henry Twachtman, Frank DuMond (1865–1951) und George Bruestle (1872–1939) begonnen hatte. Von Brooklyn aus, wo er ein Atelier besaß, malte er häufig nächtliche oder nebelverhangene Ansichten der Skyline von Manhattan. Ab 1904 gehörte er zu den Mitgliedern der Künstlerkolonie von Old Lyme. Mit seiner Ehefrau Adah DeLamater bewohnte er dort ein großes Anwesen. Später zog das Paar nach Coral Gables, Florida. 1938 gehörte er zur Künstlergruppe „The Group“, die der Maler Henry Salem Hubbell (1870–1949) im Raum Miami formiert hatte.
Seine Bilder stellte er unter anderem in der National Academy of Design, im Carnegie Institute, in der Corcoran Gallery und in der Pennsylvania Academy of the Fine Arts aus. Von 1913 bis 1914 saß er dem Salmagundi Club in New York als Präsident vor. 1914 veröffentlichte er einen Aufsatz im Brooklyn Eagle, der die USA von der deutschen Sichtweise im Ersten Weltkrieg überzeugen sollte. 1926 wurde er Mitglied der Lyme Art Association. Außerdem veröffentlichte eine Reihe von Beiträgen zur Kunst. Bekannt wurde er dabei speziell für seine Kritik an Impressionisten-Ausstellungen im Metropolitan Museum of Art.